# نوده (رشت)
نوده، روستایی است از توابع بخش لشت نشا شهرستان رشت در استان گیلان ایران می باشد ، این روستا مردم مهمان نواز و مهربانی دارد که شغل بیشتر آنها کشاورزی است نوده به معنی ده نو وتازه میباشد که دلیل آن وجودرود خانه معروف کلاپ رود می باشد و آب وهوای مرطوب به علت نزدیکی به دریای خزر را در پیش دارد .  همچنین جمعیت آن در سال ۱۴۰۳ بر بالغ ۹۰۰ نفر در نظر گرفته شده است .

## جمعیت
این روستا در دهستان علی‌آباد زیباکنار و در سال ۱۴۰۳، جمعیت آن ۹۰۰ نفر (۵۵۰خانوار) بوده‌است.

## موقعیت جغرافیایی
از نظر جغرافیایی این روستا از شمال به روستای شهمیرسرا و از غرب به  روستای شهرستان (خشکبیجار) و شیشه گوراب و از جنوب به روستای دواج و از شرق به روستای جلیدان‌ منتهی میشود .

## شغل مردم
شغل اصلی مردم‌ این روستا کشاورزی می‌باشد.  کشاورزی به دامداری و مرغ داری خانگی و صیفی کاری مشغول اند . با اینکه عمده ی مردم کشاورزند ولی کشاورزی دراین روستا بسیار ضعیف است

## امکانات
در این منطقه دارای یک مسجد جامع و یک پارک بازی و مدرسه دبستان و دارای  دو رودخانه ماهی گیری بزرگ و کوچک می باشد
آخرین بروزرسانی مقاله: 1403/5/17